# Беріу (комуна)
Беріу (рум. Beriu) — комуна у повіті Хунедоара в Румунії. До складу комуни входять такі села (дані про населення за 2002 рік):
- Беріу (641 особа) — адміністративний центр комуни
- Кестеу (1188 осіб)
- Кукуйш (174 особи)
- Мегурень (35 осіб)
- Орештіоара-де-Жос (357 осіб)
- Поєнь (52 особи)
- Серека (215 осіб)
- Сібішел (692 особи)

Комуна розташована на відстані 273 км на північний захід від Бухареста, 23 км на південний схід від Деви, 114 км на південь від Клуж-Напоки.

## Населення
За даними перепису населення 2002 року у комуні проживали 3354 особи.
Національний склад населення комуни:
| Національність | Кількість осіб | Відсоток |
| -------------- | -------------- | -------- |
| румуни         | 3335           | 99,4%    |
| угорці         | 8              | 0,2%     |
| цигани         | 7              | 0,2%     |
| німці          | 3              | 0,1%     |
| українці       | 1              | < 0,1%   |

Рідною мовою назвали:
| Мова       | Кількість осіб | Відсоток |
| ---------- | -------------- | -------- |
| румунська  | 3341           | 99,6%    |
| угорська   | 8              | 0,2%     |
| німецька   | 4              | 0,1%     |
| українська | 1              | < 0,1%   |

Склад населення комуни за віросповіданням:
| Релігія                                       | Кількість осіб | Відсоток |
| --------------------------------------------- | -------------- | -------- |
| православні                                   | 2908           | 86,7%    |
| п'ятдесятники                                 | 406            | 12,1%    |
| римо-католики                                 | 7              | 0,2%     |
| старообрядці                                  | 7              | 0,2%     |
| адвентисти                                    | 4              | 0,1%     |
| не релігійні                                  | 3              | 0,1%     |
| реформати                                     | 2              | 0,1%     |
| греко-католики                                | 2              | 0,1%     |
| лютерани (Синодально-пресвітеріанська церква) | 1              | < 0,1%   |
| не вказали релігію                            | 3              | 0,1%     |